# Copán
Copán a klasszikus maja korszak egyik jelentős városa, a mai Honduras területén, a guatemalai határ közelében. A maja városrom 1980 óta a Világörökség része. Virágkora i. sz. 600 és 800 közé tehető.
Már 1840-ben megkezdték kutatását: John Lloyd Stephens és Frederick Catherwood első utazásának célpontja volt; azóta a legalaposabban feltárt maja városok egyike lett.
Főként háromdimenziós kőfaragásának kiemelkedő szépségéről ismert. Érdekes, hogy ez a művészeti ág nem a maja civilizáció központi területén, hanem itt, a maja terület távoli keleti peremvidékén jutott el a csúcsra. Egyedülálló forrásokat őriz a dinasztikus hagyomány létrejöttéről, illetve a maják és Teotihuacan kapcsolatáról.

## Leírása
A város központját egy mesterséges magaslat, a 16 király egymásra rétegződő építményeiből álló komplexum uralja. A városállam bukása utáni ezer évben a Copán folyó bevájta magát az akropolisz keleti oldalába, és az így kialakult metszet áttekintést ad az építkezések rétegeiről. Ennek a hatalmas lelőhelynek a feltárása évtizedeken át tartott és rengeteg információt eredményezett. A folyót később elterelték, hogy ne fenyegesse tovább a lelőhelyet.
A dinasztiaalapító K'inich Yax K'uk' Mo' (Ragyogó Első Quetzal Arapapagáj) kezdte el a város déli részét elfoglaló fő komplexum építését, amelynek jellegzetessége az egymásba épült piramisok, templomok, teraszok valamint két udvar, amelyek különböző szinten épültek és lépcső köti össze őket. A fő komplexum előtt található a labdapálya és a főtér, mely utóbbit három oldalról hosszú, alacsony lépcsőfokokkal ellátott lépcső vesz körül, közepén dísztelen piramis található. Két, majdnem párhuzamos sorban szinte teljes szobor formájú, leggyakrabban zöld tufakőből készült sztélék vannak, előttük szintén szobor formájú oltárok találhatóak. További sztéléket és oltárokat találunk az egyes épületek előtt valamint a Copán folyó völgyében máshol is elszórtan, általában dombokon.

## Története
A termékeny Copán-völgy ősidőktől vonzotta a letelepülőket. Copán a preklasszikus korban, 
K'inich Yax K'uk' Mo' érkezése előtt is jelentős település volt. A korai feliratok azonban elmosódottak, és nem lehet tudni, hogy a régi történelemre, vagy csak egy mítoszra vonatkoznak. Magyarázat nélkül említik az i. e. 321-es dátumot illetve az i. sz. 159-re eső katúnvég eseményeit, emlékmű avatását és áldozat bemutatását. 
A korai Copán építészetére nagy befolyással volt Teotihuacan. Hatalmának csúcspontját a késő klasszikus korszakban érte el a város 13. királyának, Waxaklajuun Ubaah K'awiil („Kawiil 18 képmása”) 695-től 738-ig tartó uralkodása idején. Őt azonban korábbi vazallusa, a szomszédos városállam Quiriguá elfogta és kivégezte. A 15. uralkodó, K'ahk' Yipyaj Chan K'awiil (749–761) idejében épült az ún. hieroglifalépcső, amely több mint 2200 hieroglifát tartalmaz és a város akkor 300 éves történetét beszéli el. Copánt az utolsó név szerint ismert uralkodó Ukit Took´ trónra lépése után közvetlenül elhagyta a fölső társadalmi réteg, a földművesek még néhány évtizedig ott maradtak a völgyben.

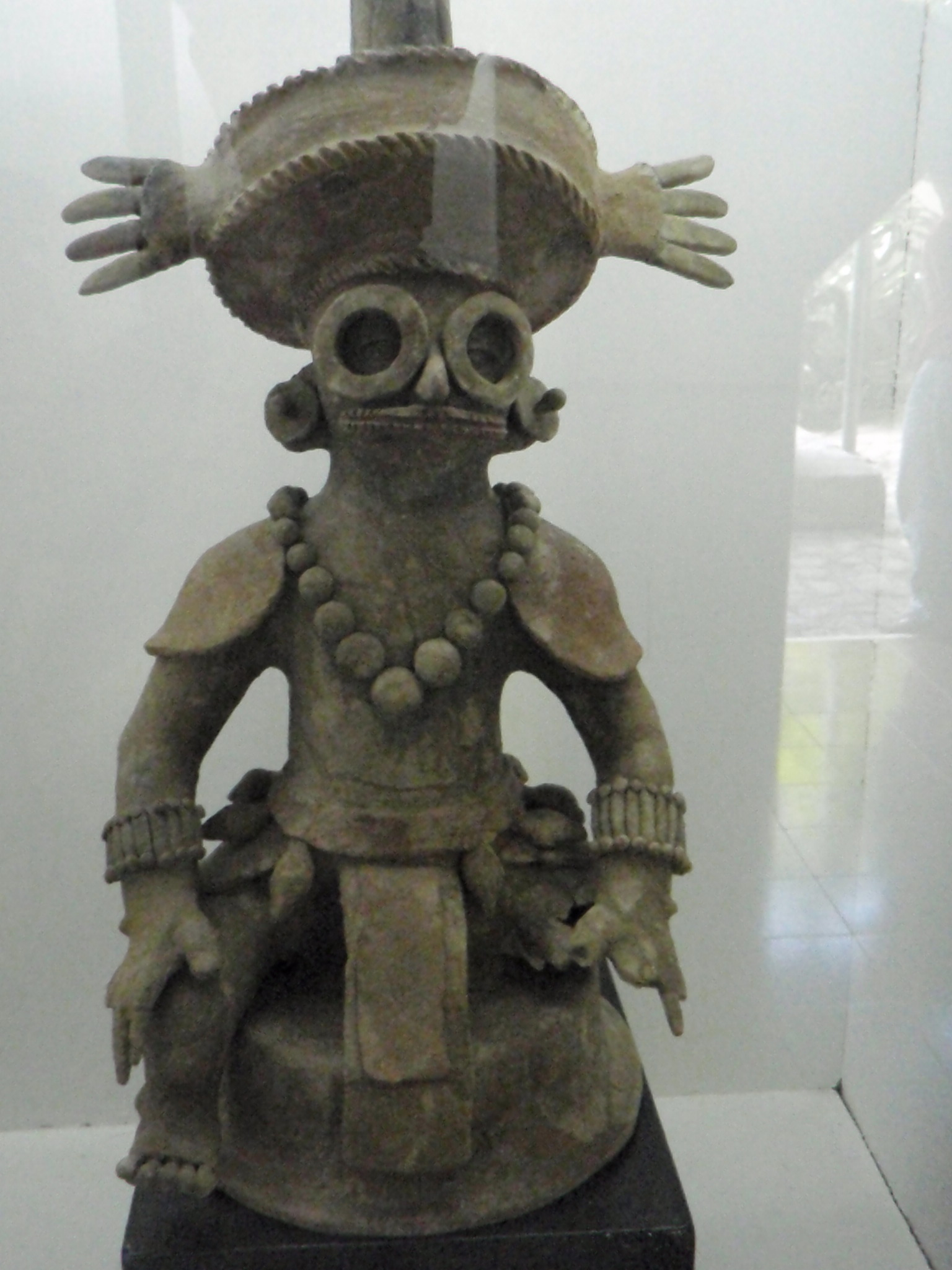
A dinasztia alapítója, K'inich Yax K'uk' Mo' („Ragyogó-Első-Quetzal-Arapapgáj“)

Copán elhelyezkedése